# 霞塘云乡
霞塘云乡，是中华人民共和国湖南省邵陽市邵阳县下辖的一个乡镇级行政单位。

## 行政区划
霞塘云乡下辖以下地区：
霞塘云村、孟家塘村、塔水桥村、真如庵村、雷公坝村、石禾塘村、蔡山村、大冲村、牛轭塘村、永固村、太山村、太平村、石子江村、双江口村、朝阳村、双河村、石矿村和东道坳村。